# Legenda o pająku w Pajęcznie
Legenda o pająku w Pajęcznie – podanie ludowe dotyczące etymologii nazwy miasta Pajęczna. Według niego nazwa miasta miała pochodzić od olbrzymiego pająka, który terroryzował mieszkańców, aż wreszcie został zabity.

## Wersja Lucjana Siemieńskiego
Legendę o pająku w Pajęcznie przekazał Lucjan Siemieński w zbiorze Podania i legendy polskie, ruskie i litewskie (1845) w następującym brzmieniu:

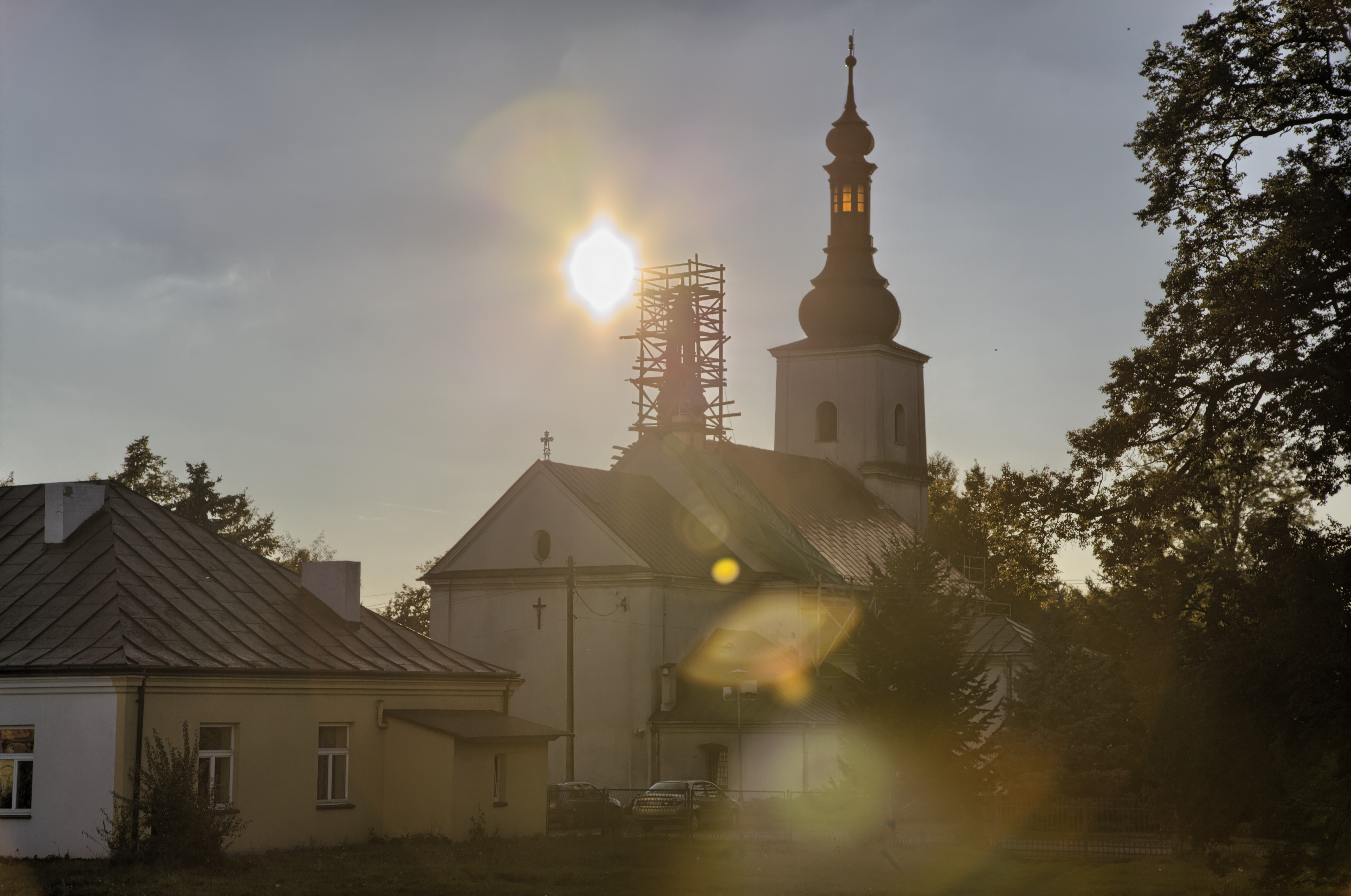
Kościół w Pajęcznie, w którym według legendy znaleźć się miała skóra zabitego pająka.

[...] Pajęczno leży w ziemi Wieluńskiéj. Jest tam podanie o niezmiernie wielkim pająku, którego całe miasto żywić musiało, z niemałym ciężarem dla mieszkańców.  Długo cierpiano tę potworę, aż znalazł się jeden z odważniejszych mieszczan, który ją zabił. Skórą tego pająka miały być obite drzwi dawnego parafialnego kościoła, i od niego to miasto przybrało nazwę Pajęczna. [...]

## Inne wersje literackie
- Historia a może legenda o pająku i Pajęcznie (Stanisław Wróż)[4][5]
- Wielki pająk z Pajęczna (Bartłomiej Grzegorz Sala)[6]
- O tym, kto strasznego pająka pokonał (Joanna Kiszkis)[7]

## Pomnik

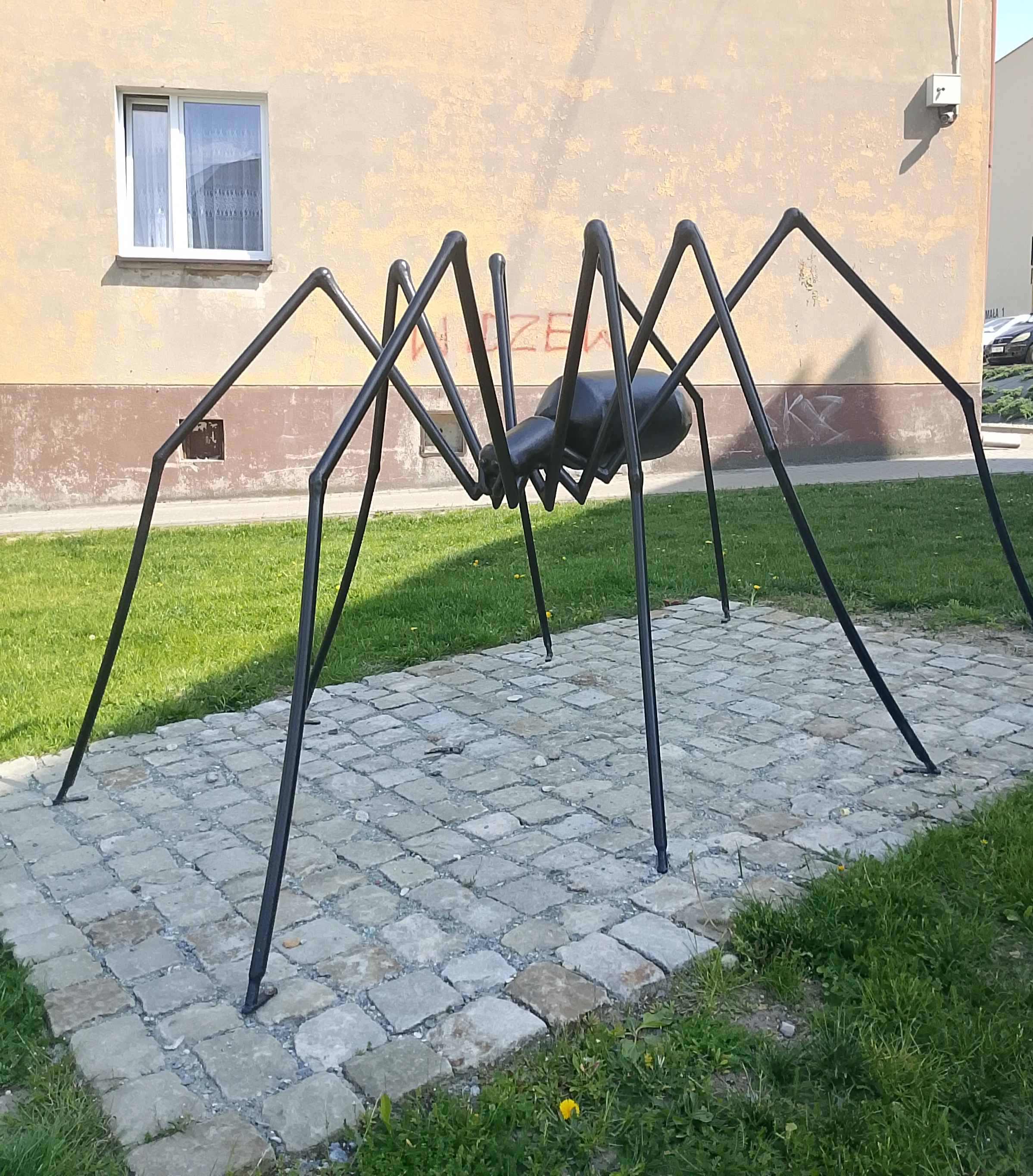
Pomnik pająka w Pajęcznie

W 2023 r. w Pajęcznie ustawiono pomnik pająka - bohatera legendy. Autorem rzeźby jest Zbigniew Bilski.